# Egesina nomurai
Egesina nomurai là một loài bọ cánh cứng trong họ Cerambycidae.